# كاتينين

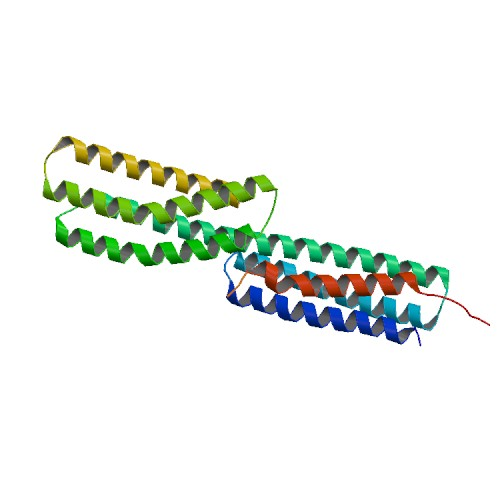

الكاتنين (بالإنجليزية: Catenin)‏ بروتينات سكرية حشوية يتواجد في صورة مركبة مع الكادهيرين، وهنالك منه ثلاثة أنواع:
- α-catenin
- β catenin
- γ catenin